# Radio 101.2
Radio 101.2 (belarussisch Радыё 101.2) war ein Radiosender in der belarussischen Hauptstadt Minsk. Von 1995 bis 1996 sendete der Radiosender Nachrichten auf der Frequenz UKW 101.2. Redaktionell arbeitete er unabhängig von der belarussischen Regierung.
Die Redaktion bestand hauptsächlich aus Journalisten des geschlossenen Senders „Belarussische Jugend“ (belarussisch Беларуская маладзёжная Bielaruskaja maladziožnaja). 1995 halfen die Open Society Foundations beim Kauf der technischen Ausrüstungen für das neue gestartete Radio. Der Sender wurde aus formalen technischen Gründen geschlossen und der Belarussischen Republikanischen Junge Union abgetreten, die bis heute die Frequenz UKW 101.2 in Minsk nutzt.
Die Regierung behauptete, dass der Sender und seine Frequenz die Funkkommunikation der Minsker Miliz störten. Unabhängige Gruppen behaupteten, dass dies ein weiteres Verfahren der Regierung von Aljaksandr Lukaschenka war, um die Freiheit der Presse in Belarus zu unterdrücken.

## Rezeption
Der Musikkritiker Dsmitryj Padbjareski sagte im Jahr 2000, das Beispiel von Radio 101.2 habe der Öffentlichkeit gezeigt, dass das Belarussische profitabel sein kann, da „es um die Qualität der Musik und die Professionalität der DJs geht“.